# Dwoista Siklawa
Die Dwoista Siklawa ist ein Wasserfall in der polnischen Hohen Tatra bei Bukowina Tatrzańska. Das Wasser des Mnichowy Potok fällt aus dem Tal Dolina za Mnichem, konkret dem Kessel Nadspady, in den Bergsee Meerauge im Tal Dolina Rybiego Potoku. Im Winter friert der Wasserfall regelmäßig zu und bildet einen ca. 80 m langen Eisfall.

## Name

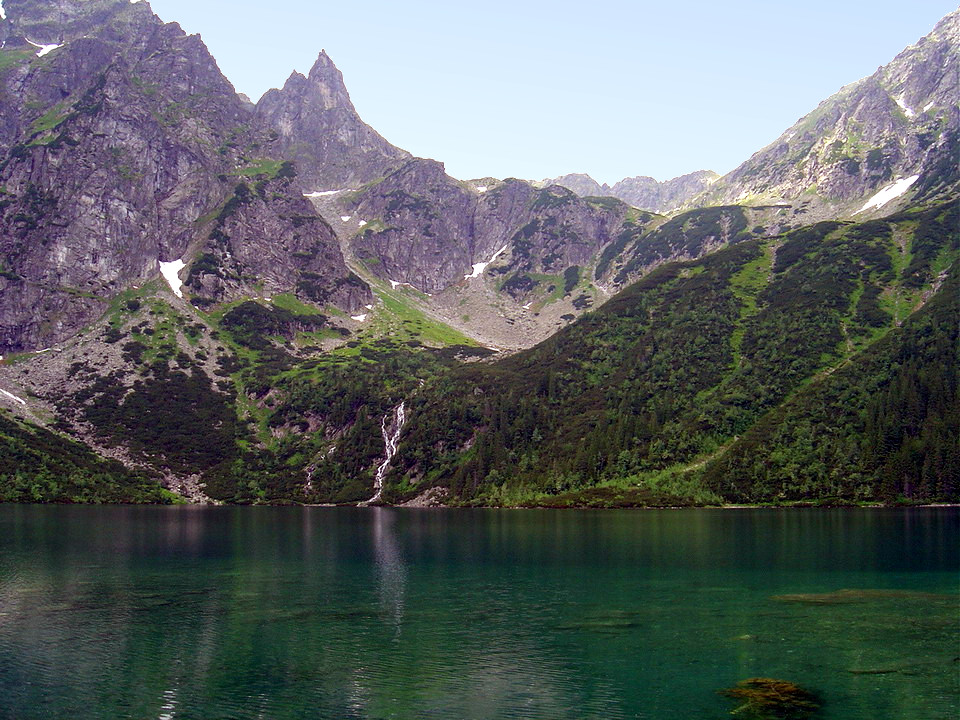
Dwoista Siklawa mit Mönch im Hintergrund

Der Name Dwoista Siklawa lässt sich als „Doppelter Wasserfall“ übersetzen. Er kommt daher, dass der Mnichowy Potok sich beim Abfluss aus dem Talkessel Nadspady in zwei Bachläufe (den Geraden Wasserfall und den Schiefen Wasserfall) teilt, die sodann über mehrere Kaskaden in den Bergsee Meerauge fallen. Kurz vor der Mündung fließen sie wieder zusammen.

## Flora und Fauna
Der Wasserfall liegt über der Baumgrenze.

## Tourismus
Der Wasserfall ist über einen rot markierten Wanderweg, der das Meerauge umkreist, zugängig. In der Nähe des Wasserfalls befindet sich die Berghütte Schronisko PTTK nad Morskim Okiem.